# Lóis-Nunudoi
Lóis-Nunudoi ist ein osttimoresischer Ort in der Aldeia Made Bau (Suco Atabae, Verwaltungsamt Atabae, Gemeinde Bobonaro). Er liegt in einer Meereshöhe von 47 m.
Der Hauptort der Aldeia befindet sich am Zusammenfluss von Nunura und Marobo, die so den Fluss Lóis bilden. Eine Straße, die an Lóis und Nunura führt, verbindet den Ort mit der Außenwelt. Die lockere Besiedlung reicht bis zur Aldeia Fatubesi zum Ort Fatubesi/Nunudoi. Neben dem Sitz der Aldeia liegt im Ortszentrum die Grundschule Nunudoi, die Grundschule Madebau steht etwas weiter südlich.
Am 23. April 2023 wurde der Anschluss von Lóis-Nunudoi an das nationale Stromnetz offiziell eingeweiht.

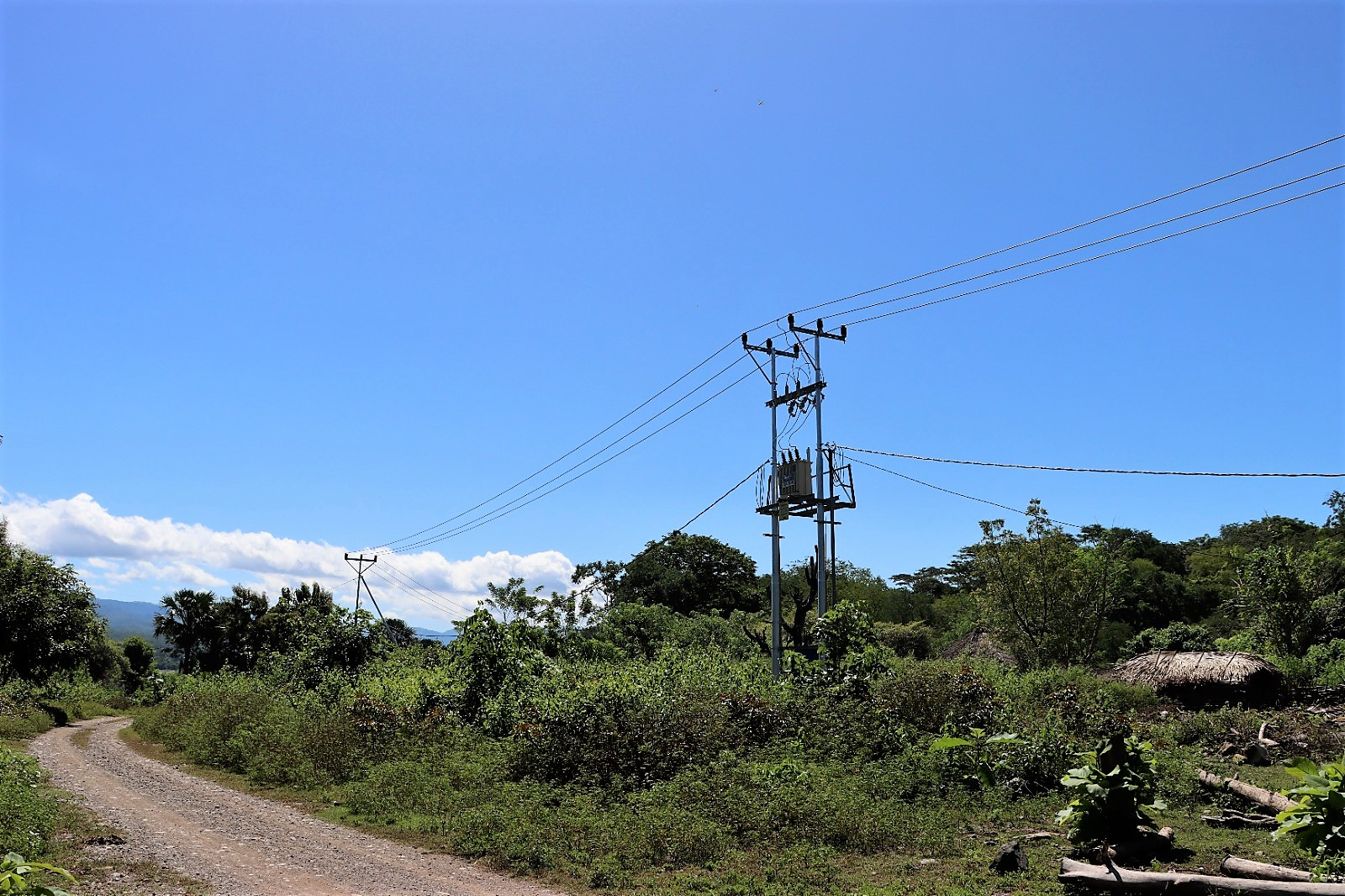
Stromleitung beim Ort
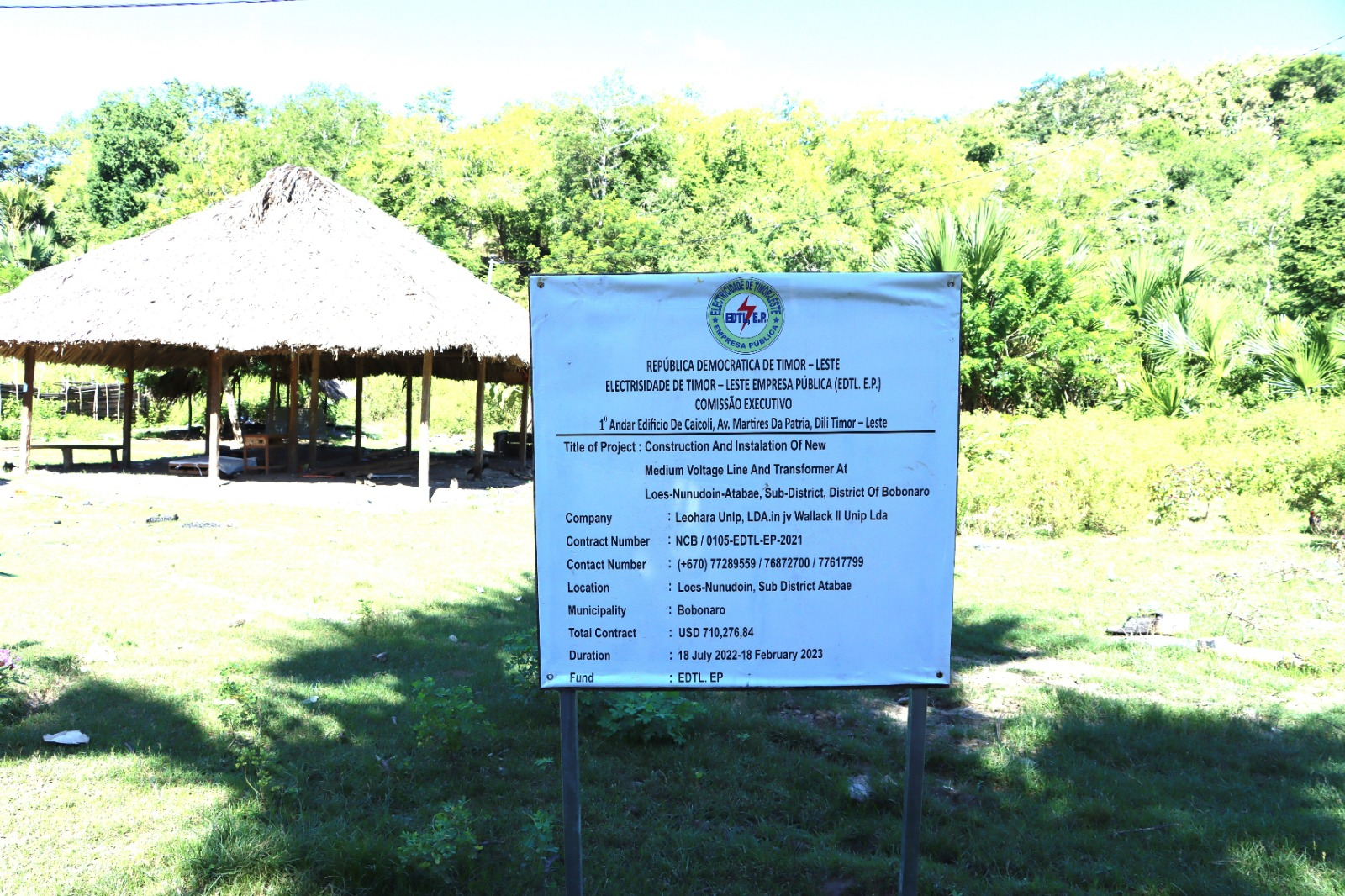
Feier zum Anschluss an das Stromnetz